# 歩いていこう (JUN SKY WALKER(S)の曲)
「歩いていこう」（あるいていこう）は、JUN SKY WALKER(S)の2枚目のシングル。1989年6月21日にTOY'S FACTORYから発売された。

## 解説
松下電器（Panasonic）「ヘッドホーンステレオS」のCMソング。2007年9月に再結成し、テレビ朝日系列にて放送された『アメトーーーーーーク懐かしテレビ&アニメものまね高速ベロSP』に「華の昭和47年生まれ芸人」でゲスト出演、番組内にてスタジオライブを披露した。91年放送のアニメ『新世紀GPXサイバーフォーミュラ』の第16話で、車椅子から立ち上がる事を恐れている少女を勇気付けようとする主人公がこの歌を歌うなど、重要な要素として登場する。

## 収録曲
（全作詞：宮田和弥・森純太、作曲：森純太、編曲：JUN SKY WALKER(S)）
1. 歩いていこう
2. 砂時計

## 収録アルバム
| 曲名         | 収録アルバム     | 発売日        | 備考                  |
| ------------ | ---------------- | ------------- | --------------------- |
| 歩いていこう | 『歩いていこう』 | 1989年6月21日 | 4thオリジナルアルバム |
| 砂時計       | 『歩いていこう』 | 1989年6月21日 | 4thオリジナルアルバム |